# Manjakatompo
Manjakatompo is een plaats en commune in het centrum van Madagaskar, behorend tot het district Ambatolampy, dat gelegen is in de regio Vakinankaratra. Tijdens een volkstelling in 2001 telde de plaats 6.425 inwoners. De plaats is gelegen in de buurt van het Ankaratramassief.